# Szkoła Podstawowa w Kozarzach

## Historia do roku 1939
Można wnioskować, że szkoła powszechna (prawdopodobnie z rosyjskim językiem nauczania) funkcjonowała we wsi już w roku 1907. W Słowniku biograficznym…  R. Bendera możemy odczytać, iż urodzony w Kozarzach, w roku 1898, Stanisław Tenderenda, przez trzy lata uczęszczał do szkoły w rodzinnej miejscowości, a w 1910 r. został przyjęty do Szkoły Miejskiej w Ciechanowcu.
Po odzyskaniu niepodległości, polska, jednoklasowa szkoła powszechna o jednym nauczycielu została założona w Kozarzach najprawdopodobniej w roku 1922. Do roku 1933 szkoła 1. klasowa posiadała najczęściej 4 oddziały. W 1922 roku szkoła liczyła 49 uczniów, w 1923-57, w 1924-56, w 1925-54, w 1929-60. W 1930 r. szkoły nie było. W roku szkolnym 1938/39 w szkole uczyło się 35 uczniów. Zajęcia odbywały się w zaadaptowanym do zajęć, czteroizbowym budynku drewnianym, pełniącym rolę szkoły i domu nauczyciela.

### Przedwojenni nauczyciele SP
- Lucyna Wysokińska (?-1918-?)
- Marian Habelman (?-1922-?)
- Melchior Radziszewski (1924-1938)[2]
- Rozalia Życińska (1938-1939)

W roku szkolnym 1938/39 w szkole uczyło się 35 uczniów.

## Okupacja
Od 1 stycznia 1940 r. administracja sowiecka rozpoczęła reorganizację szkolnictwa na wzór obowiązujący w ZSRR. Młodzież miała uczęszczać do szkoły dziesięcioletniej. Część dzieci z Kozarzy uczęszczała do takiej szkoły w Zaszkowie.
W 1941 roku, po wkroczeniu Niemców, tajne nauczanie grupy około 30 dzieci z Kozarzy i okolicy podjęła Janina Tenderenda. Nigdy nie doszło do dekonspiracji, dzięki solidarnej postawie mieszkańców wsi. Taką samą pracę prowadziła również Helena Dudzikowska, która w czasie okupacji zaginęła.

## Po wyzwoleniu
Po zakończeniu działań wojennych, z polecenia Kuratorium Oświaty w Białymstoku zorganizowano w Kozarzach czteroklasową szkołę o dwóch nauczycielach. Funkcję kierownika pełniła Janina Tenderenda. Większość zajęć odbywała się w budynku szkoły przedwojennej, niektóre lekcje prowadzono w wynajętych od mieszkańców wsi pomieszczeniach. W połowie lat pięćdziesiątych funkcjonowała tu pełna, siedmioklasowa szkoła podstawowa o 4 nauczycielach. W styczniu 1957 r. naliczono w niej 84 uczniów, a we wrześniu 1958 r. – 85.
W roku 1955, na VIII, budżetowej sesji GRN w Uszy Małej, radny Andrzej Kędzierski zgłosił wniosek o pobudowanie nowej szkoły. W sierpniu 1958 r. kierownik, Stefan Malewicki bardzo dziękował radzie za nową pobudowaną szkołę. Dużą część prac wykonano społecznie. Niektóre materiały budowlane pochodziły z rozebranej w Zaciszynie podworskiej obory.
Teren wokół szkoły uporządkowano. Założono ogródki: biologiczny i geograficzny oraz urządzono boisko sportowe. W 1963 r. z nadwyżki budżetowej GRN w Kuczynie zakupiono do szkoły, pierwszy we wsi telewizor. W tym samym roku z funduszów gromadzkich zakupiono siatkę, a rok później słupki na ogrodzenie posesji.
Z powodu niżu demograficznego i trudnych warunków pracy, pod koniec lat siedemdziesiątych szkołę rozwiązano. Zorganizowano dowożenie dzieci do SP w Ciechanowcu.

Przez dwa lata w opuszczonym lokalu działał Klub Rolnika. Następnie budynek zaadaptowano na potrzeby Domu Pomocy Społecznej. Pierwszym dyrektorem DPS (1979-1985) i jednocześnie ostatnim kierownikiem szkoły podstawowej był Czesław Walczuk. 

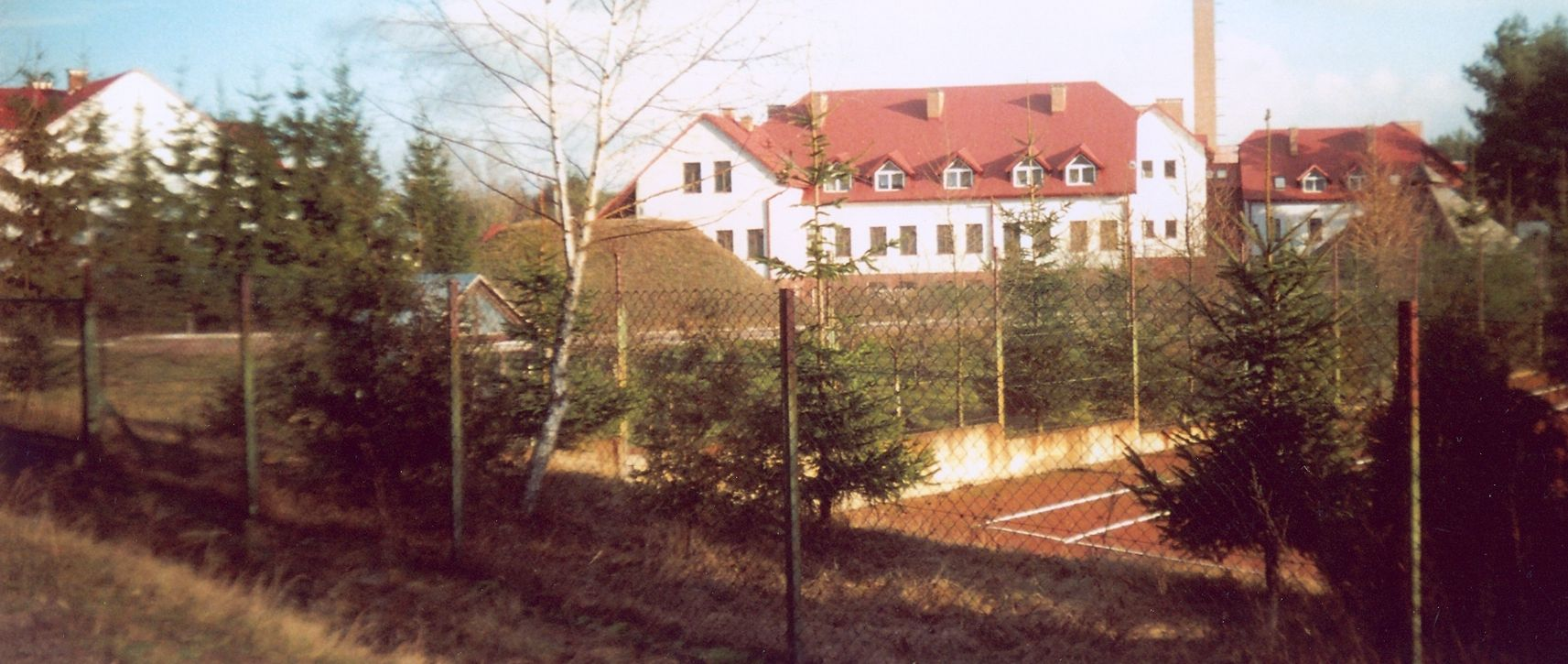
Była szkoła i nowe obiekty DPS w Kozarzach

### Powojenni kierownicy SP
- Janina Tenderenda
- Stefan Malewicki
- Michał Guz
- Czesław Walczuk

## Niektórzy uczniowie i absolwenci szkoły
- Jan Murawski (1894-1970) – ksiądz katolicki
- Adam Wilkowski (1897-1941) – kapłan diecezji płockiej
- Stanisław Tenderenda (1898-1984) – kapłan diecezji płockiej
- Władysław Krawczyk (1908–1958) – ksiądz katolicki
- Tadeusz Tenderenda (1908-1998) – lekarz otolaryngolog we Fredericton w Kanadzie
- Stanisław Wilkowski (1914-1969) – kapelan, redaktor
- Czesław Wilkowski (1916-2009) – kapłan diecezji łomżyńskiej
- Zdzisław Tadeusz Mikołajczyk (1928-2007) – kapłan diecezji łomżyńskiej